# لیگ الماس
لیگ الماس یک سری سالانه از مسابقات نخبگان دو و میدانی است که شامل پانزده مسابقه دعوتی برتر در این رشته می‌شود. این لیگ در سطح بالاترین مسابقات یک‌روزه فدراسیون جهانی دو و میدانی قرار دارد.
فصل نخست این لیگ در سال ۲۰۱۰ برگزار شد. هدف این لیگ جایگزینی با لیگ طلایی فدراسیون جهانی دو و میدانی بود که از سال ۱۹۹۸ به‌طور سالانه برگزار می‌شد. نام کامل اسپانسری آن لیگ الماس واندا است که نتیجه توافق با گروه واندا است و در دسامبر ۲۰۱۹ اعلام شد.
در حالی که لیگ طلایی برای افزایش پروفایل مسابقات برجسته دو و میدانی در اروپا تأسیس شد اما هدف لیگ الماس افزایش جذابیت جهانی دو و میدانی با برگزاری مسابقات خارج از اروپا برای فصول آینده است. علاوه بر اعضای اصلی لیگ طلایی (به‌جز برلین) و سایر مسابقات سنتی اروپایی، این لیگ اکنون شامل رویدادهایی در چین، قطر، مراکش و ایالات متحده است.
از مارس ۲۰۲۲، پس از تهاجم روسیه به اوکراین در ۲۰۲۲, لیگ الماس ورزشکاران روسی و بلاروسی را از تمامی مسابقات دو و میدانی خود محروم کرد.

## تغییرات
در مارس ۲۰۱۹، رئیس فدراسیون دو و میدانی، سباستین کو، تغییراتی را در قالب لیگ الماس برای سری ۲۰۲۰ اعلام کرد. تعداد رشته‌های لیگ الماس از ۳۲ به ۲۴ رشته کاهش یافت و دو رویداد که در چین رخ می‌دادند به تقویم مسابقات اضافه شد. با این حال، به دلیل دنیاگیری کووید-۱۹ ۷ دیدار از ۱۵ دیدار برنامه‌ریزی شده اولیه لغو شد، تمامی رویدادها به ۱۰ ژوئن به تعویق افتاد و فینال بدون تعیین شدن قهرمان در سال ۲۰۲۰ لغو شد.

## سیستم امتیازدهی
سیستم امتیازدهی اصلی لیگ الماس که از سال ۲۰۱۰ تا ۲۰۱۵ استفاده می‌شد، به سه ورزشکار برتر هر مسابقه امتیاز می‌داد (۴ امتیاز برای مقام اول؛ ۲ امتیاز برای مقام دوم؛ ۱ امتیاز برای مقام سوم). هر یک از سی و دو رشته (شانزده رشته برای مردان و شانزده رشته برای زنان) در طول فصل به‌طور کلی هفت بار برگزار می‌شد؛ امتیازات کسب‌شده در مسابقه پایانی آن رشته (در زوریخ یا بروکسل) دو برابر می‌شد. ورزشکارانی که در پایان فصل بیشترین امتیاز را در رشته خود کسب می‌کردند، برنده عنوان «دایموند ریس» می‌شدند؛ در صورت تساوی امتیاز، تعداد پیروزی‌ها به‌عنوان اولین معیار تعیین‌کننده استفاده می‌شد و سپس نتایج مسابقه پایانی بررسی می‌شد. تنها ورزشکارانی که در مسابقه پایانی رشته خود شرکت کرده بودند، واجد شرایط برای بردن عنوان دایموند ریس بودند. در سال ۲۰۱۶، امتیازدهی به شش نفر اول گسترش یافت (۱۰–۶–۴–۳–۲–۱) و امتیازات دو برابر (۲۰–۱۲–۸–۶–۴–۲) همچنان در مسابقات پایانی اعطا می‌شد.
سیستم کاملاً جدیدی در سال ۲۰۱۷ معرفی شد؛ در این سیستم، به هشت ورزشکار برتر هر مسابقه امتیاز داده می‌شود (۸–۷–۶–۵–۴–۳–۲–۱)، اما این امتیازات تنها تعیین‌کننده ورزشکاران واجد شرایط برای مسابقات پایانی در زوریخ و بروکسل است. ورزشکارانی که در مسابقات پایانی پیروز شوند، به‌عنوان قهرمانان لیگ الماس اعلام می‌شوند و توزیع جوایز نقدی کلی نیز به‌طور کامل بر اساس نتایج مسابقه پایانی تعیین می‌شود. این سیستم، که در آن برنده مسابقه پایانی به‌طور خودکار قهرمان کلی می‌شود، مشابه سیستم پیشین جایزه بزرگ با برگزاری فینال جایزه بزرگ، پایان می‌یابد. به‌عنوان بخشی از تغییرات در سیستم امتیازدهی، عنوان دایموند ریس دیگر استفاده نمی‌شود و ورزشکاران رقابت می‌کنند تا تنها عنوان قهرمان لیگ الماس را کسب کنند.
پس از فصل ۲۰۱۹، فرمت مسابقات پایانی از برگزاری دو مسابقه جداگانه به یک مسابقه تغییر یافت. امروزه فینال این مسابقات در مسابقه‌ای تحت عنوان مسابقات کلاس جهانی زوریخ در کشور سوئیس برگزار می‌شود.